# Ancretiéville-Saint-Victor
Ancretiéville-Saint-Victor é uma comuna francesa na região administrativa da Normandia, no departamento de Sena Marítimo. Estende-se por uma área de 11,39 km². Em 2010 a comuna tinha 378 habitantes (densidade: 33,2 hab./km²).